# Con le mani/Non ti sopporto più
Con le mani (remix)/Non ti sopporto più (remix) è un singolo del cantante Zucchero Fornaciari, estratto dall'album Blue's.

## I brani
Il CD contiene i remix di 2 brani estratti dall'album Blue's: Con le mani e Non ti sopporto più.

### Con le mani
Con le mani è il primo brano di questo CD singolo ed è stato scritto dallo stesso Zucchero con la partecipazione di Gino Paoli. È stato pubblicato in versione remix. Il videoclip è stato prodotto dalla Diamante Films e diretto da Stefano Salvati.

### Non ti sopporto più
Non ti sopporto più è il secondo ed ultimo brano (remixato) in quest'album. Questo brano, che nei mesi a seguire sarà pubblicato come b-side di Senza una donna, è stato scritto interamente da Zucchero.

## Tracce
1. Con le mani (Remix) – 4:42 (testo: Gino Paoli – musica: Zucchero)
2. Non ti sopporto più (Remix) – 4:38 (Zucchero)

Durata totale: 9:20